# Can Formiga
Can Formiga és una obra del municipi de Brunyola i Sant Martí Sapresa (Selva) inclosa en l'Inventari del Patrimoni Arquitectònic de Catalunya.

## Descripció
Can Formiga es tracta d'una masia de planta rectangular que consta de planta baixa i pis superior i que està coberta amb una teulada a dues aigües de vessants a laterals.
La masia està estructurada internament en tres crugies.
La planta baixa consta de tres obertures, a destacar especialment el gran portal quadrangular d'accés amb llinda monolítica de grans proporcions, muntants de pedra ben treballats i escairats i amb les impostes retallades en forma de quart de cercle.
En el primer pis trobem tres obertures: la del centre, sota la qual trobem la solució prototípica que consisteix a disposar dues o tres pedres com a mesura de reforç en la sustentació de la pesant finestra, i la de l'extrem dret es tracta de dues finestres rectangulars amb les impostes retallades en forma de quart de cercle mentre que la de l'extrem esquerre és totalment irrellevant, ja que no ha rebut cap treball a destacar.
Tanca la façana en la part superior un ràfec format per quatre fileres: la primera de rajola plana, la segona de rajola en punta de diamant, la tercera de rajola plana i la quarta de teula.
Els murs exteriors del mas han estat arrebossats però sense pintar. La factura de l'arrebossat és relativament moderna.
La masia primigènia presenta diverses reformes i ampliacions posteriors les quals s'han materialitzat a la pràctica en dos cossos adossats a la masia. El primer, adossat a la dreta, és una construcció aixecada al segle xix i que actua com a habitatge. Es tracta d'una construcció de planta irregular, que consta de planta baixa i pis superior i que està coberta amb una teulada a dues aigües de vessants a façana. Les vessants estan totalment descompensades, ja que la que dona a la façana és extremadament llarga en comparació a la seva homònima de mida relativament curta.
En la planta baixa trobem un portal quadrangular coronat amb una gran llinda monolítica. La resta predominen les obertures rectangulars emmarcades amb maó.
Els murs exteriors d'aquest primer cos estan formats a base de l'aglomeració i conjunció de pedres fragmentades, blocs de pedra irregulars i còdols de riu manipulats a cops de martell i tot lligat amb morter de calç.
En la part posterior trobem adossades diverses estructures o dependències de treball emprades com a magatzem. La resolució dels murs exteriors d'aquestes estructures presenten una formulació molt semblant al de l'habitatge amb pedres fragmentades i còdols, però incorporen també el maó.
L'estat de conservació de la masia és bastant bo, i a simple vista no hi ha motius que hagin de fer patir per la seva integritat física.